# Kmerska arhitektura
Kmerska arhitektura velja za obdobje Angkor, to je obdobje približno od druge polovice 8. stoletja do prve polovice 15. stoletja. Natančneje lahko začetek opredelimo v leto 802, ko je ustanovitelj Kmerskega imperija, Jajavarmana II. sebe imenoval univerzalni monarh (chakravartin)  in razglasil neodvisnost od Jave, ter konec v leto 1431, ko so tajski zavojevalci iz kraljestva Ajutaja zasedli Angkor in je kmerska elita zbežala v Phnom Penh.
V vsaki študiji angkorske arhitekture je poudarek nujno na sakralni arhitekturi, saj so vse znane angkorske stavbe religiozne narave. V obdobju Angkor, so bili samo templji in druge verske stavbe zgrajene iz kamna. Ne-sakralni objekti, kot so stanovanja, so bila zgrajena iz pokvarljivega materiala, kot je les in tako niso ohranjeni.
Verska arhitektura Angkorja ima značilne strukture, elemente in motive, ki so opredeljeni v nadaljevanju. Od tedaj so uspevali številni različni arhitekturni slogi drug ob drugem v angkorskem obdobju, vse te značilnosti, niso bile enako zastopane v celotnem obdobju. Pravzaprav imajo znanstveniki prisotnost ali odsotnost takih funkcij kot enega od virov dokazov za datiranje ostankov.

## Periodizacija
Učenjaki so delali na razvoju periodizacije angkorskih arhitekturnih slogov. V nadaljevanju so navedena obdobja in slogi, vsak od njih je imenovan za določen tempelj kot tipičen za slog:
- Slog Preah Ko (877-886): Hariharalaya je bilo prvo glavno mesto Kmerskega imperija, ki se je nahajalo na območju Angkorja; njegove razvaline se na tem območju zdaj imenujejo Roluos in ležijo približno petnajst kilometrov jugovzhodno od modernega mesta Siem Reap. Najstarejši ohranjeni tempelj Hariharalaya je Preah Ko; ostala sta Bakong in Lolei. Templji v slogu Preah Ko so znani po svojih majhnih opečnih stolpih in lepoti in prefinjenosti njihovih preklad.
- Slog Bakheng (889-923): Bakheng je bil prva tempeljska gora, zgrajen na področju Angkorja, severno od Siem Reapa. To je bil državni tempelj kralja Jasovarmana I., ki je okoli njega zgradil svoje glavno mesto Jasodharapura. Stoji na hribu (phnom), in je trenutno eden izmed najbolj ogroženih spomenikov, ki je postalo priljubljeno opazovališče za turiste željne spremljati slavne sončne zahode v Angkorju.
- Slog Koh Ker (921-944)
- Slog  Pre Rup (944-968): Pod kraljem Rajendravarmanom, so angkorski Kmeri zgradili templje Pre Rup, Vzhodni Mebon in Phimeanakas. Njihov skupni slog je dobil ime po tempeljski gori Pre Rup.
- Slog Banteay Srei (967-1000): Banteay Srei je edini večji angkorski tempelj, ki ga ni zgradil kralj, ampak dvorjan. Znan je po svoji majhnosti in izjemni prefinjenosti dekorativnih rezbarij, vključno z več znanimi pripovednimi bas-reliefi, ki se ukvarjajo s prizori iz indijske mitologije.
- Slog Khleang (968-1010)
- Slog Baphuon (1050–1080): Baphuon, ogromna tempeljska gora kralja Udajadityavarmana II., je bil očitno tempelj, ki je najbolj navdušil kitajskega popotnika Zhou Daguana, ki je obiskal Angkor proti koncu 13. stoletja. Njegove edinstvene rezbarije - reliefi - imajo naivno dinamično kakovost, v nasprotju s togostjo figur tipičnih za nekatera druga obdobja. Od leta 2008 je Baphuon v obnavljanju in se trenutno ne more presojati celotna veličastnost.
- Klasični ali slog Angkor Vat (1080–1175): Angkor Vat, tempelj in morda mavzolej kralja Surjavarmana II., je največji od angkorskih templjev in opredeljen kot klasični slog angkorske arhitekture. Drugi templji v tem slogu so Banteay Samre in Thommanon na področju Angkorja in Phimai v današnji Tajski.
- Baročni ali slog Bayon (1181–1243): V zadnji četrtini 12. stoletja je kralj Džajavarmana VII. osvobodil državo Angkor izpod okupacije Chamov. Nato je začel množičen program monumentalne gradnje, tipične za državni tempelj imenovan Bayon. Kraljeve druge gradnje so tudi v slogu Bayon in so: Ta Prohm, Preah Khan, Angkor Thom in Banteay Chmar. Čeprav veličastni v tlorisu in dovršeno okrašeni, templji kažejo hitrost gradnje, ki je v nasprotju s popolnostjo Angkor Vata.
- Slog Post Bayon (1243–1431): Po obdobju divje gradnje pod Džajavarmanom VII., je angkorska arhitektura vstopila v obdobje upadanja. Iz 13. stoletje je znana Terasa kralja gobavca, po svojih dinamičnih reliefnih skulpturah kraljevih demonov, plesalcev in nagov.

## Materiali
Angkorski gradbeniki so uporabljali opeko, peščenjak, laterit in les kot osnovne surovine. Ruševine, ki ostajajo so opečne, peščenjakove in lateritove, lesni elementi so bili izgubljeni in so posledica razpada in drugih destruktivnih procesov.

### Opeka
Najzgodnejši angkorski templji so bili narejeni predvsem iz opeke. Dobri primeri so tempeljski stolpi Preah Ko, Lolei in Bakong v Hariharalayi. Dekoracije so običajno izrezljane v ometu (štuku) nanesenem na opeko, ne v opeki sami.
Sosednje kraljestvo Champa je tudi dom številnih zidanih templjev, ki so podobni v slogu tistim iz Angkorja. Najobsežnejše ruševine so pri Mỹ Sơn v Vietnamu. Champska zgodba pripoveduje o času, ko bili sta državi stalno v konfliktu, s pomočjo stolpa, ki ga zgradil champski kralj Po Klaung Garai. Medtem ko so Kmeri gradili standardne opečne stolpe, je Po Klaung Garai naročil zgraditi impresivno repliko iz papirja in lesa. Na koncu je bila champska replika bolj impresivna kot kmerski stolp iz prave opeke in champa je zmagal na natečaju.

### Peščenjak
Edini kamen, ki so ga angkorski gradbeniki uporabljali, je bil peščenjak, pridobljen iz gore Kulen. Ker je bilo pridobivanje precej dražje od opeke, je peščenjak le postopoma prišel v uporabo in bil sprva uporabljen za posamezne elemente, kot so okvirji vrat. Tempelj Ta Keo iz 10. stoletja je prvi angkorski tempelj, ki je v celoti zgrajen bolj ali manj iz peščenjaka.

### Laterit
Angkorski gradbeniki so uporabljajo laterit, glino, ki je mehka, ko se jemlje iz zemlje, in se strdi, ko je izpostavljena soncu, za temelje in druge skrite dele stavb. Ker je površina laterita neenakomerna, ni primerna za dekorativne rezbarije, če ni najprej prekrita s štukom. Laterit je  bil bolj pogosto uporabljen v provincah kot v Angkorju samem.

## Zgradbe

### Osrednje svetišče
Osrednji svetišče angkorskega templja je bil sedež primarnega božanstva, tistega, kateremu je bil tempelj posvečen: običajno Šiva ali Višnu v primeru hindujskega templja, Buda ali Bodhisatva v primeru budističnega templja. Božanstvo je zastopal kip (ali v primeru Šive, najpogosteje simbol lingam). Ker tempelj ni bil kraj čaščenja za uporabo prebivalstvu na splošno, ampak dom božanstva, svetišče, je bilo potrebno le, da je bil dovolj velik za kip ali lingam; nikoli ni bil večji kot nekaj metrov v premeru. Pomembna je bila višina stolpa (prasat) nad njim, glede na lokacijo v središču templja in z več okrasja na stenah. Simbolično je svetišče zastopalo goro Meru, legendarni dom hindujskih bogov.

### Prang
Prang je visok prstu podoben zvonik, običajno bogato izrezljan, skupen mnogim kmerskim sakralnim arhitekturam.

### Ograda
Kmerski templji so bili običajno obdani s koncentričnim nizom zidov, s centralnim svetiščem na sredini. To naj bi predstavljalo gorovja, ki obkrožajo goro Meru, mitski dom bogov. Ograjeni prostori so prostori med temi zidovi in med najglobljim zidom in templjem samim. Po dogovoru so ograde oštevilčene od središča navzven. Zidovi, ki opredeljujejo ograde kmerskih templjev, so pogosto nanizani v galerije, medtem ko je prehod skozi zidove izveden s pomočjo gopur ki se nahajajo na osnovnih smereh neba.

### Galerija
Galerija je prehod, ki teče vzdolž zidov zaprtega prostora ali vzdolž osi templja, pogosto odprta na eni ali obeh straneh. Zgodovinsko gledano se je oblika galerije razvila v 10. stoletju iz bolj dolgih hodnikov, ki so bili prvotno uporabljeni za obkrožitev osrednjega svetišča templja. V obdobju Angkor Vat, v prvi polovici 12. stoletja, so bile uvedene dodatne pol galerije na eni strani, da bi podpirale strukturo templja.

### Gopura
Gopura je vhod stavbo. V Angkorju je prehod skozi zidove prostora, ki obkrožajo tempelj, pogosto izveden z impresivno gopuro, ne le odprtino v zidu ali vhodu. Ograde imajo pogosto izdelani gopure na vsaki od štirih strani neba. V tlorisu so gopure običajno v obliki križa in podolgovate vzdolž osi zidu ograde; če je zid izdelan s pridruženo galerijo, je ta včasih povezana s krakom gopure. Mnoge angkorske gopure imajo v središču križa stolp. Preklade in pedimenti so pogosto okrašeni, na obeh straneh vhoda so pogoste figure varuhov (dvarapala).

### Dvorana plesalcev
Dvorana plesalcev je struktura, ki jo najdemo v nekaterih kasnejših templjih iz 12. stoletja, zgrajenih pod kraljem Džajavarmanom VII.: Ta Prohm, Preah Khan, Banteay Kdei in Banteay Chhmar. To so pravokotne stavbe, podolgovate vzdolž vzhodne osi templja in razdeljene na štiri dvorišča z galerijami. Prvotno so imele streho narejeno iz pokvarljivega materiala. Ohranjeni so samo kamniti zidovi. Stebri galerij so okrašeni z vklesanimi liki plesočih apsar (Apsara je ženski duh oblakov in vode v hindujski in budistično mitologiji), zato raziskovalci menijo, da je bila dvorana lahko uporabljena za ples.

### Hiša ognja
Hiša ognja ali Dharmasala je ime za vrsto stavbe, ki jo najdemo samo v templjih, zgrajenih v času vladavine kralja Jajavarmana VII. iz 12. stoletja: Preah Khan, Ta Prohm in Banteay Chhmar. Hiša ognja ima debele stene, stolp na zahodnem koncu in okna, ki gledajo proti jugu.
Znanstveniki teoretizirajo, da je Hiša ognja delovala kot "hiša za počitek z ognjem" za potnike. Napis na Preah Khan pripoveduje o 121 takšnih hišah počitka, ki so ležale ob cesti v Angkor. Kitajski popotnik Zhou Daguan je izrazil občudovanje teh hiš počitka, ko je obiskal Angkor leta 1296. Druga teorija pravi, da ima Hiša ognja versko funkcijo kot odlagališče svetega ognja, ki se je uporabljal pri svetih obredih.

### Knjižnica
Strukture znane kot "knjižnice" so skupna značilnost kmerske tempeljske arhitekture, vendar njihov pravi namen ostaja neznan. Najverjetneje so delovale bolj kot versko svetišče kot strogo zbirka rokopisov. Prostostoječi objekti so navadno postavljeni v parih na obeh straneh vhoda v zaprt prostor, odprte na zahod.

### Srah in baray
Srahs in baray so bili rezervoarji, v glavnem narejeni z izkopom in nasipom. Ni jasno ali je bil pomen teh rezervoarjev verski, kmetijski ali kombinacija obeh.
Dva največja rezervoarja v Angkorju sta bila Zahodni Baray in Vzhodni Baray, in se nahajata na obeh straneh Angkor Thoma. Vzhodni Baray je sedaj suh. Zahodni Mebon je tempelj iz 11. stoletja, ki stoji v središču Zahodnega Baraya; Vzhodni Mebon, tempelj iz 10. stoletja,  stoji v središču Vzhodnega Baraya. Baray povezan s Preah Khanom je Jayataka, sredi katerega stoji tempelj Neak Pean iz 12. stoletja. Raziskovalci so razmišljali, da Jayataka predstavlja himalajsko jezero Anavatapta, znano po svojih čudežnih zdravilnih lastnostih.

### Tempeljska gora
Dominantna shema za gradnjo državnih templjev v angkorskem obdobju je bila, da je tempeljska gora, arhitekturni nadomestek gore Meru, dom bogov v hindujski mitologiji. Na slog je vplivala indijska tempeljska arhitektura. Ograde predstavljajo gorske verige, ki obkrožajo goro Meru, medtem ko jarek zastopa ocean. Tempelj sam se je izoblikoval kot piramida z več stopnjami, dom bogov je zastopalo povišano svetišče v središču templja. Prva velika tempeljska gora je Bakong, piramida s petimi stopnjami, ki jo je posvetil leta 881 kralj Indravarman I. Druge kmerske tempeljske gore so Baphuon, Pre Rup, Ta Keo, Koh Ker,  Phimeanakas in najbolj pomembna Phnom Bakheng v Angkorju. 
Charles Higham, britanski arheolog, pravi, "tempelj zgrajen za čaščenje vladarja, katerega bistvo, če je Saivite, je utelešena v lingam ... nastanjen v osrednjem svetišču, ki je služilo kot tempeljski mavzolej za vladarja po njegovi smrti. ..ta centralni tempelj vsebuje tudi svetišče, namenjeno kraljevim prednikom in tako postane center čaščenja prednikov."

## Elementi

### Bas-relief
Bas-reliefi so posamezne figure, skupine figur ali celotni prizori izrezljani na kamnitih zidovih, ne kot skice, temveč kot izklesane podobe, ki štrlijo iz ozadja. Skulptura v reliefu se razlikuje od kipa v tem, da so slednji odmaknjeni od ozadja, v nekaterih primerih skoraj v celoti izven zidu. Angkorski Kmeri so raje delali v reliefu, medtem ko so njihovi sosedi Champi delno izdelovali kiparske reliefe.
Pripovedni bas-reliefi so tisti, ki prikazujejo zgodbe iz mitologije ali zgodovine. Do približno 11. stoletja so angkorski Kmeri omejevali svoje pripovedne bas-reliefe na prostor na timpanonu nad vrati. Najbolj znani zgodnji pripovedni bas-reliefi so tisti, na timpanonu v templju Banteay Srei iz v 10. stoletja, ki prikazujejo prizore iz hindujske mitologije, kakor tudi prizore iz velikih del indijske literature, Ramajana in Mahabharata. Po 12. stoletju pa so angkorski umetniki zajemali celotne zidove s pripovednimi prizori v reliefu. Na Angkor Vatu je zunanja stena galerije prekrita z okoli 12.000 ali 13.000 kvadratnih metrov takih prizorov, nekateri od njih zgodovinski, nekaj mitoloških. Podobno zunanja galerija na Bayonu vsebuje obsežne bas-reliefe, ki dokumentirajo vsakdanje življenje srednjeveškega Kmera, kot tudi zgodovinske dogodke iz časa vladavine kralja Jajavarmana VII.
V nadaljevanju je seznam motivov s pojasnili nekaterih bolj znanih angkorianskih pripovednih bas-reliefov:
- bas-reliefi v timpanonu na Banteay Srei (10. stoletje)
  - dvoboj opice knezov Vali in Sugriva ter poznejše posredovanje človeškega junaka Rama v imenu slednje
  - dvoboj Bhima in Duryodhana v bitki pri Kurukšetri
  - Rakshasa, kralj Ravana trese goro Kailaš, na kateri sedijo Šiva in njegove šakti
  - Kama strelja s puščico na Šivo ko ta sedi na gori Kailaš
  - sežig gozda Khandava pri Agni in poskus Indre, da bi pogasili plamene
- bas-reliefi na stenah zunanje galerije v Angkor Vatu (sredina 12. st.)
  - bitka pri Lanki med Rakshasi in vanarasi ali opicami
  - dvor in procesija kralja Suryavarmana II., graditelja Angkor Vata
  - bitka pri Kurukšetri med Pandavasi in Kauravasi
  - sodba Yama in muke pekla
  - Divjanje mlečnega oceana
  - bitka med devami in asurasi
  - bitka med Višnujem in vojsko asuras
  - konflikt med Krišno in asura Bana
  - zgodba o opicah knezov Vali in Sugriva
- bas-reliefi na stenah zunanje in notranje galerije na Bayon (pozno 12. stoletje)
  - bitke na kopnem in morju med Kmeri in Champi
  - prizori iz vsakdanjega življenja Angkorja
  - civilni spori med Keri
  - legenda o kralju gobavcu
  - čaščenje Šive
  - skupina plešočih apsar

### Slepa vrata in okna
Angkorska svetišča so pogosto odprta le v eno smer, običajno proti vzhodu. Ostale tri strani imajo slepa vrata za ohranjanje simetrije. Slepa okna so pogosto uporabljali na sicer praznih stenah.

### Kolonete
Kolonete so ozki okrasni stebri, ki so služili kot opora tramovom in prekladam med vrati ali okni. Glede na obdobje so okrogli, pravokotni ali osmerokotni. Kolonete so pogosto obkroženi z oblikovanimi obročki in okrašeni z vklesanimi listi.

### Nepravi lok
Angkorski inženirji so večinoma uporabljali nepravi (konzolni) lok  za gradnjo sob, hodnikov in odprtin v stavbah. Nepravi lok je konstruiran iz plasti kamnov ležečih na zidu na obeh straneh odprtine, in vsaka naslednja plast štrli proti središču, dokler se obe strani ne srečata v sredini. Nepravi lok je konstrukcijsko šibkejši od pravega loka. Uporaba konzol je preprečila angkorskim inženirjem gradnjo velikih odprtin ali prostorov v stavbah, pokritih s kamnom, takšne stavbe so posebej nagnjene k porušitvi, ko niso več vzdrževane. Teh težav ni bilo, če so zgradili kamnite zidove na katerih je ležala lesena streha. Problem preprečitve porušenja nepravih ločnih konstrukcij v Angkorju ostaja resen za sodobne konservatorje.

### Preklada, pediment in timpanon
Preklada je horizontalna povezava dveh navpičnih stebrov, med katerimi so vrata ali prehod. Ker je angkorskim Kmerom manjkalo znanje gradnje pravih lokov, so zgradili svoje prehode z uporabo preklade ali konzol. Pediment je približno trikotna struktura nad preklado. Timpanon je urejena površina pedimenta.
Slogi, ki so jih uporabljali angkorski umetniki za okras preklade, so se razvijali skozi čas. Posledica tega je študija preklad in uporaben priročnik za datiranje templjev. Nekateri strokovnjaki so si prizadevali razviti periodizacijo slogov preklad. Najlepše angkorske preklade so tiste, v slogu Preah Ko od poznega 9. stoletja.
Pogosti motivi v okrasju preklad vključujejo kāla, nage in makara, kot tudi različne oblike vegetacije. Prav tako pogosto so upodobljeni hindujski bogovi, povezani s štirimi stranmi neba, z identiteto boga upodobljenega na prekladi ali pedimentu odvisno od smeri, ki jo ta element določa. Indra, bog neba, je povezan z vzhodom; Jama, bog sodbe in pekla, z jugom; Varuna, bog oceana, z zahodom; in Kubera, bog bogastva, s severom. 

### Stopnišče
Angkorske stopnice so notorično strme. Pogosto so izvedene pod kotom vzpona nekje med 45 in 70 stopinj. Zdi se, da so za to posebnost krivi verski in monumentalni razlogi. Iz verskega vidika, lahko strmo stopnišče razložimo kot "stopnišče do nebes", sfero bogov. Iz monumentalnega vidika, pravi angkorski strokovnjak Maurice Glaize, "je prednost jasna - kvadratna osnova nima ustrezne površine, zato se celoten objekt dvigne proti vrhu s posebnim potiskom."

## Motivi

### Apsara in deva
Apsare, božanske nimfe ali nebesne plesalke, so liki iz indijske mitologije. Njihovo poreklo je opisano v zgodbi o "divjanju morja mleka" ali Samudra manthan, ki se nahajajo v Vishnu Purana. Druge zgodbe iz Mahabharate podrobno izkoriščajo posamezne apsare, ki so jih bogovi pogosto uporabljali kot agente za prepričanje ali zapeljevanje mitoloških demonov, junakov in asketov. Široka uporaba apsar kot motiva za okrasitev zidov in stebrov templjev in drugih verskih objektov, je bila kmerska inovacija. V sodobnih opisih angkorskih templjev, se izraz "apsara" včasih nanaša ne le na plesalke, ampak tudi na druga manjša ženska božanstva, a so ta upodobljena stoječa namesto plesoča in jih bolj pogosto imenujejo deve.
Apsare in deve so povsod v Angkorju, vendar so najbolj pogoste v temeljih iz 12. stoletja. Upodobitve pravih (plesnih) apsar najdemo, na primer v dvorani plesalk v Preah Khan, na stebrih v liniji prehoda skozi zunanjo galerijo Bayon in v znamenitih reliefih Angkor Vata, ki prikazujejo penjenja morja mleka. Največja populacija dev (okrog 2.000), je v Angkor Vatu, kjer se pojavljajo posamično in v skupinah. 

### Dvarapala
Dvarapale so človeški ali demonski varuhi templja, večinoma oboroženi s sulicami in kiji. So predstavljene bodisi kot kamniti kipi ali reliefi v stenah templjev in drugih stavbah, na splošno blizu vhodov in prehodov. Njihova naloga je zaščititi tempelj. Dvarapala lahko vidimo na primer v Preah Ko, Lolei, Banteay Srei, Preah Khan in Banteay Kdei.

### Gajasimha in reachisey
Gajasimha je mitološka žival s telesom leva in glavo slona. Na Angkorju je prikazan kot varuh templjev in kot gora pri nekaterih bojevnikih. Gajasimha najdemo na Banteay Srei in na templjev, ki pripadajo skupini Roluos.
Reachisey je druga mitološka žival, podobna gajasimhi, z glavo leva, kratim slonovim trupom in luskastim telesom zmaja. Najdemo ga na Angkor Vatu v epskih bas reliefih zunanje galerije.

### Garuda
Garuda je božansko bitje, ki je del človeka in del ptice. Je gospodar ptic, mitološki sovražnik nagov in bojni žrebec Višnuja. Upodobitve Garuda v Angkorju štejejo v tisočih in čeprav izvira iz Indije, je edinstven pri Kmerih. Ločimo:
- Kot del pripovednega bas reliefa je Garuda prikazan kot bojni žrebec za Višnuja ali Krišno, ki nosi boga na ramenih in se hkrati bori proti sovražniku božjem. Lahko opazimo številne takšne podobe Garuda v zunanji galeriji Angkor Vata.
- Garuda služi kot Atlant, ki podpira nadgradnjo, kot je v bas reliefu na Angkor Vatu, ki prikazuje nebesa in pekel. Garude in stilizirani mitološki levi so najpogostejše figure atlantov Angkorja.
- Garuda je upodobljen v pozi zmagovalca, pogosto dominira naga, kot v velikanskih reliefnih skulpturah na zunanji steni Preah Khan. V tem kontekstu, Garuda simbolizira vojaško moč kamboških kraljev in njihove zmage nad svojimi sovražniki. Ne po naključju je mesto Preah Khan zgrajeno na mestu zmage kralja Jajavarmana VII. nad zavojevalci iz Kraljestvo Champa.
- Pri prosto stoječih naga skulpturah, kot so v naga mostovih in ograjah, je Garuda pogosto upodobljen v reliefu proti oboževalcu naga glav. Odnos med Garuda in naga glavami je dvoumen v teh kipih.

### Indra
V starih besedili Vede, je Indra bog neba. V srednjeveškem hinduizmu Angkorja pa ni imel verskega statusa, in je služil le kot okrasni motiv v arhitekturi. Indra je povezan z vzhodom, saj so angkorski templji običajno odprti na vzhod. Na njegovo podobo včasih naletimo na prekladah in pedimentih na tej smeri. Značilno je, da je nameščen na troglavem slonu Airavata in ima svoje zaupljivo orožje, strelo ali vajra. Številne dogodivščine Indre  dokumentirane v hindujskem epu Mahabharata niso upodobljene v Angkorju.

### Kala
Kala je divja pošast simbol časa in povezana z destruktivno stranjo boga Šive. Pri kmerski tempeljski arhitekturi kala služi kot skupni dekorativni element na prekladah, timpanonu in zidovih, kjer je upodobljen kot pošastna glava z veliko zgornjo čeljustjo, obloženo z velikimi mesojedimi zobmi, vendar brez spodnje čeljusti. Nekatere kale so prikazane bljuvajoč ovijalko kot rastlino, nekateri služijo kot osnova za druge like.
Učenjaki so razmišljali, da je izvor kala kot dekorativni element v kmerski tempeljski arhitekturi v zgodnejšem obdobju, ko so bile lobanje človeških žrtev vključene v stavbe, kot neke vrste zaščitna magija ali apotropaizem. Takšne lobanje so se nagibale k izgubi svoje spodnje čeljusti, ko so se vezi, ki so jih držale skupaj, izsušile. Tako lahko kale Angkorja predstavljajo sprejetje kmerske civilizacije v svojo dekorativno ikonografijo, ki izhaja iz davno pozabljene primitivne navade.

### Krišna
Prizori iz življenja Krišne, junaka in Avatarja boga Višnuja, so pogosti pri rezbarijah, ki krasijo angkorske templje in neznani v angkorskem kiparstvu v okolici. Literarni viri za te prizore so Mahabharata, Harivamsa in Bhagavata Purana. V nadaljevanju so nekateri od najpomembnejših angkorskih upodobitev življenja Krišne.:
- Serija bas reliefov na tempeljski piramidi iz 11. stoletja, ki se imenuje Baphuon upodablja prizore rojstva in otroštva Krišne.
- Številni bas reliefi v različnih templjih kažejo Krišno obvladovati naga Kaliya. V angkoriskih upodobitvah je Krišna prikazan kako se trudi in potiska navzdol svoje nasprotnike z več glavami.
- Skupno je tudi upodobitev Krišne, ko je dvigal goro Govardhana z eno roko, da bi zagotovil kravji pastirici zavetje pred poplavo od Indre.
- Krišna je pogosto upodobljen kako ubija ali obvladuje različne demone, vključno z njegovim zlobnim stricem Kamsa. Obsežen bas relief v zunanji galeriji Angkor Vata prikazuje bitko Krišne z asura Bana. V bitki je Krišna prikazan jahajoč na ramenih Garuda, tradicionalne gore Višnuja.
- V nekaterih prizorih je Krishna upodobljen v vlogi voznika bojnega voza, svetovalca in zaščitnika Arjuna, junaka iz Mahabharate. Znan bas relief iz templja v  Banteay Srei iz 10. stoletja, upodablja Krišno in Arjuna pomagati Agni, zažgati Khandava gozd.

### Lingam
Lingam je falični predmet ali cilindrični simbol boga Šive in ustvarjalne moči. Kot verski simbol je funkcija lingama predvsem prostor čaščenja in rituala in šele nato, da za dekoracijo. V Kmerskem imperiju so bili nekateri lingami postavljeni kot simboli samega kralja in so bili nameščeni v kraljevih templjih, da izrazijo kraljevo pripadnost Šivi. Lingami, ki so ohranjeni iz angkorskega obdobja, so običajno izdelani iz poliranega kamna. So različnih vrst:
- Nekateri lingami so vsajeni v ploščato kvadratno osnovo imenovano joni, simbolično maternico.
- Na površini nekaterih lingamov je vrezan obraz Šive. Takšni lingami se imenujejo mukhalingas.
- Nekatere lingami so razdeljeni v tri dele: kvadratno osnovo simbolizira Brahma, osmerokotni srednji del simbolizira Višnuja in okrogla konica simbolizira Šivo.

### Makara
Makara je mitična morska pošast s telesom kače, trupom slona,in glavo, ki ima lahko značilnosti, ki spominjajo na leva, krokodila ali zmaja. V kmerski tempeljski arhitekturi je motiv makara običajno del dekorativne rezbarije na prekladi, timpanonu ali zidu. Pogosto je makara upodobljena z nekim drugim bitjem, kot lev ali kača, ki izhaja iz njenega zevajočega gobca. Makara je osrednji motiv v zasnovi slavno lepih preklad skupine templjev Roluos: Preah Ko, Bakong in Lolei. Na Banteay Srei lahko opazimo okraske iz makar na veliko vogalih stavb.

### Nāge
Mitske kače ali nage predstavljajo pomemben motiv v kmerski arhitekturi kot tudi v kiparstvu. Pogosto so upodobljene z več glavami, vedno v neparnem številu, ki so razporejene v pahljačo. Vsaka glava ima razširjen vrat na kobrin način.
Nage so pogosto upodobljeni v angkorskih prekladah. Kompozicija takih preklad značilno sestoji iz prevladujoče slike v središču pravokotnika, od katerih izhajajo vrtinčasti elementi, ki segajo do koncev pravokotnika. Ti elementi imajo lahko obliko bodisi vitičaste vegetacije ali teles nagov. Nekateri takšni nagi so upodobljeni s krono, drugi so upodobljeni da služijo kot nosilci za človekovo jahanje.
Pri angkorskih Kmerih so nage simboli vode in v mitih ponazarjajo izvor kmerskega ljudstva, za katerega pravijo, da se je spustil iz zveze indijskega Brahmana in kače princese iz Kambodže. Nage so bili tudi značaji v drugih znanih legendah in zgodbah, opisanih v kmerski umetnosti, kot je "Divjanje mlečnega oceana", legende o kralju gobavcu, kot je prikazano na bas-reliefih. 

### Nāga most
Naga mostovi so pločniki ali pravi mostovi obloženi s kamnitimi ograjami oblikovanimi kot Nage.
V nekaterih angkorskih naga-mostovih, kot na primer tistih, ki so na vhodih v mesto Angkor Thom z 12. stoletja, naga-ograje ne podpirajo preprosti stebri, ampak kamniti kipi velikanskih bojevnikov. Ti velikani so deve in asura, ki jih uporablja kralj nagov Vasuki v upravljanju divjanja mlečnega oceana v prizadevanju za amrita ali eliksir nesmrtnosti. Zgodba o Divjanju mlečnega oceana ali Samudra manthan ima svoj izvor v indijski mitologiji.

### Kvinkus
Kvinkus je prostorska ureditev iz petih elementov, s štirimi elementi na vogalih kvadrata in petim v centru. Pet vrhov gore Meru so vzete, da kažejo to ureditev. Kmerski templji so bili ustrezno urejeni za posredovanje simbolne identifikacije s sveto goro. Pet opečnih stolpov templja znanega kot Vzhodni Mebon iz 10. stoletja na primer, je razporejenih v obliki kvinkus. Ta se pojavlja tudi drugod v načrtih iz angkorskega obdobja, kot v rezbarijah v strugi Kbal Spean.

### Šiva
Večina templjev v Angkorju je posvečena Šivi. Na splošno so angkorski Kmeri predstavljali in častili Šivo v obliki lingama, čeprav so tudi oni izdelovali antropomorfne kipe boga. Antropomorfne upodobitve najdemo tudi v angkorskih bas reliefih. Slavni timpanon iz Banteay Srei upodablja Šivo sedečega na gori Kailaš s svojo soprogo, medtem ko demon kralj Ravana stresa goro od spodaj. V Angkor Vat in Bayonu je Šiva upodobljen kot bradat asket. Njegovi atributi so mistično oko sredi čela, trizob in rožni venec. Njegov vahana ali gora je bik Nandi.

### Višnu
Angkorski prikaz Višnuja vključuje antropomorfne upodobitve boga samega, kot tudi predstavitve njegovih inkarnacij ali Avatarjev, zlasti Krišne in Rama. Upodobitve Višnuja so vidne v Angkor Vat, templju iz 12. stoletja, ki je bila prvotno posvečen Višnuju. Bas reliefi upodabljajo Višnuja kako se bori proti asura nasprotnikom ali jaha na ramenih svojega vahana ali gore, gigantskega človeka-ptice Garuda. Atributi Višnuja so disk, lupina školjke, vladarska palica in krogla.

## Prava stanovanja
Jedro družine v podeželski Kambodži običajno živi v pravokotni hiši, ki se lahko razlikuje po velikosti od štiri šest metrov krat šest do deset metrov. Zgrajena je iz lesenega okvirja s slamnato streho in stenami iz spletenega bambusa. Kmerska hiša je tipično postavljena na kolih visokih okoli treh metrov za zaščito od letnih poplav. Dve lestvi ali lesene stopnice zagotavljajo dostop do hiše. Strma slamnata previsna streha ščiti stene in notranjost pred dežjem. Značilna hiša vsebuje tri sobe ločene s predelnimi stenami, stkanimi iz bambusa. Sprednji prostor služi kot dnevna soba in se uporablja za sprejem obiskovalcev, naslednja soba je spalnica staršev in tretja je za neporočene hčere. Sinovi spijo kjerkoli lahko najdejo prostor. Družinski člani in sosedje skupaj zgradijo hišo in to zaključijo z obredom otvoritve. Hiše revnejših oseb lahko vsebuje samo eno veliko sobo. Hrano pripravljajo v ločeni kuhinji, ki se nahaja v bližini objekta, običajno za njim. Toaletni prostori so sestavljeni iz preprostih jam v tleh, ki se nahajajo stran od hiše, in jih zasujejo, ko so napolnjene. Živina živi pod hišo. 
Kitajske in vietnamske hiše v kamboških mestih in vaseh so navadno zgrajene neposredno na terenu in so glinene, cementne ali iz ploščic, odvisno od ekonomskega statusa lastnika. Urbane stanovanjske in poslovne stavbe so lahko opečne, zidane ali iz lesa.